# Pier Antonio Mezzastris
Pier Antonio Mezzastris ou  Pierantonio Mezastris (Foligno, v. 1430 - v. 1506) est un peintre italien de la Renaissance appartenant à l'école ombrienne.

## Biographie
Pier Antonio Mezastris a été actif à Foligno et ses œuvres connues sont signées et attestées par des documents qui témoignent de son activité entre 1458 et 1506.
Son premier style s'apparente à celui de Benozzo Gozzoli jusqu'au début du XVIe siècle. Il est probable qu'il ait été un collaborateur du peintre pendant son séjour en Ombrie et sa peinture eut un véritable succès  sur un territoire limité, compris entre Foligno, Assise et Narni. Peintre local habile et élégant, à sujet religieux, le plus souvent à fresque, Pier Antonio Mezzastris est surtout connu pour ses travaux dans sa ville, mais aussi pour deux fresques à Narni et pour sa collaboration avec Benozzo Gozzoli à Montefalco.
Il reste une importante série de fresques dont de nombreuses ont été détachées de leur place initiale et sont conservés à la pinacothèque de Foligno.
Bernardino Mezzastris lui est apparenté, probablement son fils.

## Œuvres

### À ou près de Foligno
- - Madone et saints (signé et daté 1486) et plusieurs fresques transférées, maintenant à la pinacothèque civique
  - Grande fresque monochrome, église San Domenico
  - Vierge à l'Enfant avec les saintes Lucie et Claire, fresques (1471) au monastère  Santa Lucia
  - Vierge à l'Enfant avec deux saintes, fresco in the monastery of S. Anna
  - Vierge à l'Enfant avec anges, saints et sibylles, église Madonna della Fiamenga
  - Ensemble de fresques, église Santa Maria in Campis, à 2 km de Foligno
  - Vierge à l'Enfant avec saints, fresques, église de Vescia, 5 km  de Foligno

### Oratoire des pèlerins àAssise
- - les Docteurs de l'église, fresques de la voûte
  - Saint Antoine Abbé bénissant les chameaux
  - Les miracles de saint Jacques
- Crucifixion (1482), couvent San Damiano près d'Assise
- Vierge adorant l'Enfant avec saint François et saint Antoine de Padoue, église San Martino de Trevi
- Sant'Antonio Niche, plusieurs fresques, église Saint-François de Montefalco
- Scènes de la Vie de saint François et deux scènes de la Vie de saint  Benoît, église San Francesco de Narni

- Palazzo Trinci, salle 6, Foligno.
  - Vierge et Enfant trônant entre anges et saints,
  - Vierge et Enfant  et saint Siméon,
  - Crucifixion et saints,
  - Couronnement de la Vierge,
  - Vierge à l'Enfant et saints,
- Couronnement de la Vierge, Collégiale de Sainte Marie Infraportas, Foligno.
- Crucifixion, église San Domenico, Foligno.

Attribués :
- Saint François recevant les stigmates, monastère S. Anna de Foligno
- Saint François recevant les stigmates, église S. Girolamo de Spello
- Crucifixion (fresque, endommagée), église  San Vincenzo de Bevagna
- Vierge à l'Enfant avec anges (très endommagé), église San Agostino de Montefalco
- Déposition, fresque au dôme de Narni

## Sources
- (en) Cet article est partiellement ou en totalité issu de l’article de Wikipédia en anglais intitulé « Pier Antonio Mezzastris » (voir la liste des auteurs).